# Eric Christiansen
Eric Christiansen (15 settembre 1937 – 31 ottobre 2016) è stato uno storico inglese specializzato in storia medievale e fellow emerito del New College, all'Università di Oxford.
Christiansen studiò alla Charterhouse, prestigiosa istituzione scolastica privata inglese, dopo di che prestò servizio militare nelle file del Reggimento Northamptonshire. Divenne fellow del New College dopo aver completato una tesi sulla storia spagnola moderna, ma in seguito si specializzò in storia medievale, specie sul periodo relativo alle crociate in Terra santa e in territorio baltico.

## Opere
- The origins of military power in Spain, 1800-1854, collana Oxford Historical Monographs, Oxford, Oxford University Press, 1967.
- The Northern Crusades, the Baltic and the Catholic Frontier, 1100-1525, New Studies in Medieval History, Macmillan, 1980, ISBN 978-0333262436.
- The Works of Sven Aggesen: Twelfth-century Danish Historian, Viking Society for Northern Research, 1992, ISBN 978-0903521246.
- Dudo of St Quentin: History of the Normans. Translation with introduction and notes, Boydell Press, 1998, ISBN 978-0851155524.
- The Norsemen in the Viking Age. Wiley Blackwell, Blackwell Publishers, 2002, ISBN 978-0631216773.